# Gl 174

Gl 174 je hvězda spektrálního typu K3V v souhvězdí Býka a hvězda je oranžovým trpaslíkem. Hvězda je od Země vzdálena asi 43,0 světelného roku. Má zdánlivou hvězdnou okolo osmé magnitudy. Radiální rychlost hvězdy činí 0,39±0,28 km/s.
HD 29697 je číslo hvězdy v katalogu Henry Drapera. Gliese 174 je označení hvězdy v katalogu nejbližších hvězd a jako proměnná hvězda má označení V834 Tauri.
V834 Tauri je proměnná hvězda typu BY Draconis s maximální a minimální hvězdnou velikostí 7,94, respektive 8,33, takže ji pouhým okem nikdy nemůžeme spatřit.
Hvězda byla zkoumána na náznaky oběžného disku pomocí vesmírného dalekohledu Spitzer, ale nebyl zjištěn statisticky významný nadbytek infračerveného záření.